# Levenhookia pusilla
Levenhookia pusilla är en tvåhjärtbladig växtart som beskrevs av Robert Brown. Levenhookia pusilla ingår i släktet Levenhookia och familjen Stylidiaceae. Inga underarter finns listade i Catalogue of Life.